# Megan Hodge
Megan Hodge Easy (Saint Thomas, 15 de outubro de 1988) é uma voleibolista norte-americana. Se destacou como jogadora de voleibol desde a escola e faculdade atuando inicialmente na equipe da Universidade Estadual da Pensilvânia. Atualmente defende o Minas Tênis Clube.

## História
Filha de ex-jogadores de voleibol das Ilhas Virgens Americanas, sua mãe jogou pela Universidade George Washington e seu pai na Universidade das Ilhas Virgens. Migraram para Durham quando Megan tinha apenas 3 anos. Aos 12 anos serviu ao Riverside High School no qual se destacou como uma das mais dominantes jogadoras jovens da nação, registrando um total, em quatro anos, de 1 596 ataques, 319 bloqueios, 647 defesas, 286 aces e 130 assistências. Hodge foi proclamada como a melhor jogadora de voleibol feminino na história da Carolina do Norte. Hodge jogou no clube de voleibol "Triangle 18's" da Carolina do Norte, onde ela foi escolhida como MVP dos campeonatos regionais na categoria dos 18 anos e se tornou a primeira jogadora da Carolina a ser nomeada para a equipe ideal nos Campeonatos Juniores e Infanto-juvenis dos Estados Unidos; foi considerada a melhor colegial da turma de 2006 e teve mais de 150 ofertas de bolsas de várias universidades, todas potencias do voliebol como Stanford, no sul da Califórnia, Washington e Long Beach State. Ela, juntamente com outras duas estudantes do high school, levou Penn State para o primeiro lugar do ranking geral de recrutamento da turma de 2006.
Em 2012, quando a seleção dos Estados Unidos foi campeã do Grand Prix de Voleibol, Megan Hodge foi eleita MVP do torneio.

## Clubes
| Clube                     | País           | De   | Até        |
| Penn State University     | Estados Unidos | 2006 | 2009       |
| Criollas de Caguas        | Porto Rico     | 2009 | 2010       |
| MC-Carnaghi Villa Cortese | Itália         | 2010 | 2011       |
| Atom Trefl Sopot          | Polónia        | 2011 | 2012       |
| Azerrail Baku             | Azerbaijão     | 2012 | 2013       |
| Guangdong Evergrande      | China          | 2013 | 2014       |
| Minas Tênis Clube         | Brasil         | 2020 | Atualmente |

## Títulos
Clubes
- Tricampeã do Campeonato Universitário NCAA (2007, 2008 e 2009);
- Campeã da Copa da Itália (2010–2011);
- Campeã do Campeonato Polonês (2010–2012).
- Campeã do Campeonato Mineiro (2020)[9]
- Campeã da Copa Brasil pelo Itambé-Minas (2021)[10]

Individuais
- 2004 - MVP do Campeonato NORCECA Juvenil;
- 2004 - Melhor atacante do Campeonato NORCECA Juvenil;
- 2006 - Jogadora do Ano Nacional Gatorade;
- 2006 - Prêmio Paul Williamson;
- 2007 - Melhor jogadora do Campeonato Universitario;
- 2008 - MVP da Fase Regional do Campeonato Universitario;
- 2008 - Melhor jogadora do Campeonato Universitario;
- 2009 - MVP da Fase Regional do Campeonato Universitario;
- 2012 - Maior pontuadora do Grand Prix de Voleibol;
- 2012 - MVP do Grand Prix de Voleibol.